# System Shock
System Shock var ett av de första datorspelen som började använda konceptet med att blanda FPS med RPG. Spelet kom ut under 1994 och blev en revolutionerande idé. Trots det såldes det mindre än 100 000 exemplar, mest på grund av att andra spel så som Doom fanns ute på marknaden. Spelet fick en uppföljare, System Shock 2.
Spelet handlar om en hackare som blir fångad av myndigheterna. Hackaren (som man spelar i spelet) har försökt bryta sig in i företaget Trioptimum Corporations databas, och försökt ladda ner data om rymdstationen Citadel. Spelaren kommer till Citadel och får ett erbjudande av VD:n för Trioptimum, Edward Diego. Uppdraget går ut på att utföra ett hemligt jobb som ska stoppa SHODAN, Citadels artificiella livsform. Som kompensation släpps alla anklagelser. För att utföra jobbet får man implantat som ska hjälpa spelaren på vägen. När spelaren vaknar upp visar det sig att hela stationen är ur kontroll, och att man ensam måste besegra SHODAN.
Spelet är uppdelat i olika sektioner, alla som är en del av Citadel. Man möter nästan alla slags fiender, mutanter, robotar och cyborger. Genom spelets gång hittar man även loggar som man kan läsa (och höra) som ger en tips och vägledning till hur man ska klara av situationen. Förutom det ligger det döda människor här och var i Citadel, varifrån man kan plocka upp olika vapen och apparater som ska hjälpa en under spelets gång. Huvudsaken i spelet är dock inte att döda så många monster som möjligt, vilket spelaren snabbt upptäcker då det inte finns tillräckligt med ammunition och vapen. Spelaren måste tänka och planera på hur man ska använda sina resurser, och på vilka ställen. I spelet kan man även hacka datorer och omprogrammera, stänga av och på olika funktioner för att komma vidare.
Det fanns två versioner av spelet. Den första hade spelet på disketter, och det fanns inget ljud till loggarna som man hittar runt om i spelet. Den senare versionen, som kom ett par månader efter originalet, hade däremot röster plus högre upplösning. Formatet hade stöd för högre skärmupplösning, men eftersom detta inte var någonting som allmänna datorer skulle kunna använda blev funktionen låst.
Spelet sålde över 170 000 exemplar.